# Islam III Girej
Islam III Girej, w literaturze także Islam Gerej III (krymskotat. III İslâm Geray) (1604 – 10 lipca 1654) – władca Chanatu Krymskiego w latach 1644–1654, syn chana Selameta I Gireja.

## Życiorys

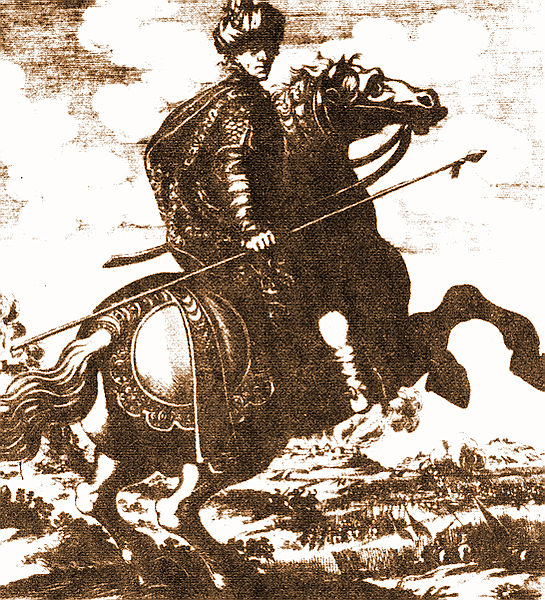
Islam III Girej na koniu.

W 1644 sułtan turecki Ibrahim Osmanli wyznaczył go chanem krymskim w miejsce jego młodszego brata Mehmeda IV.
W latach 40. XVII wieku Władysław IV wraz z najbliższymi współpracownikami (kanclerz Jerzy Ossoliński, hetman Stanisław Koniecpolski) planował wojnę Rzeczypospolitej przeciw Chanatowi Krymskiemu, której celem miała być jego likwidacja. W planowanej wojnie istotną rolę mieli odegrać Kozacy zaporoscy i Carstwo Rosyjskie, z którym Rzeczpospolita zawarła skierowany przeciw Chanatowi układ sojuszniczy. Fiasko planów wojennych króla w wyniku sprzeciwu sejmu 1646 roku było jedną z przyczyn wybuchu powstania kozackiego przeciw Rzeczypospolitej.
Ujawnienie przez Bohdana Chmielnickiego Islamowi III Girejowi posiadanych dokumentów przygotowań do wojny było motywem poparcia przez chana powstania Chmielnickiego. Było to trwające w latach 1648–1654 przymierze Chanatu z dotychczasowym śmiertelnym wrogiem – Kozaczyzną Zaporoską, skierowane przeciw Rzeczypospolitej. Wojska tatarskie pod wodzą Islama III wspierały Kozaków, biorąc udział w oblężeniu Zbaraża, bitwie pod Zborowem (1649), bitwie pod Beresteczkiem (1651). Islam III był w 1649 mediatorem przy zawarciu ugody zborowskiej pomiędzy Kozaczyzną a Rzecząpospolitą. Korzystnym rozstrzygnięciem dla Chanatu zakończyło się także zablokowanie wojsk polskich pod Żwańcem w grudniu 1653. W 1654 po zawarciu w styczniu ugody w Perejasławiu i podporządkowaniu w jej konsekwencji Hetmanatu carowi Rosji, Islam III Girej zgodził się w kwietniu zawrzeć w Bachczysaraju ze strażnikiem wielkim koronnym Mariuszem Stanisławem Jaskólskim porozumienie i zmienić front, sprzymierzając Chanat z Rzecząpospolitą przeciw Kozaczyźnie i Moskwie. W tym samym roku zmarł nagle (po 17 czerwca 1654), według tradycji otruty przez pochodzącą z Ukrainy nałożnicę.
Został pochowany na Cmentarzu Chanów w Bachczysaraju. Jego grób nie zachował się.